# Jazz Middelheim
Das Jazz Middelheim ist ein jährlich an vier Tagen Mitte August stattfindendes internationales Jazzfestival in Antwerpen.

## Geschichte
Das Festival fand zuerst 1969 als Jazz Promenade im Middelheim Park in Antwerpen statt (daher der Name). Sein Gründer und langjähriger Leiter war der Komponist Elias Gistelinck (1935–2005), der der Musikproduzent der Belgische Radio- en Televisieomroep war, und auch in den Folgejahren eine Reihe von Konzerten in diesem Park organisierte, die der Rundfunk übertrug. 1973 entstand daraus das mehrtägige Sommerfestival unter dem Namen Jazz Middelheim, obgleich das Festival vom Freilichtmuseum in den Park Den Brandt auf der anderen Straßenseite verlegt wurde.
Bis 1981 fand Jazz Middelheim jährlich statt; danach wurde das Festival alle zwei Jahre organisiert. Nach dem Festival 2007 lagerte die VRT die Organisation an Jazz en Muziek vzw aus, die auch das Gent Jazz Festival betrieb. Von da an fand Jazz Middelheim wieder als jährliches Festival statt. Die Konzerte werden im Musikprogramm KLARA des flämischen Rundfunks ausgestrahlt.

## Programmpunkte (Auswahl)
2010 traten Toots Thielemans, Wayne Shorter, McCoy Tyner mit Joe Lovano, Cassandra Wilson, Archie Shepp, Ahmad Jamal, das World Saxophone Quartet, Chucho Valdés, Pepe Habichuela & Dave Holland auf.
2011 präsentierten sich Jamie Cullum, Randy Weston (African Rhythms Tribute to James Reese Europe Projekt), Carla Bley und Charlie Haden (Liberation Music Orchestra), Omar Sosa und die flämische Sängerin Lady Linn, Allen Toussaint (im Duo mit Marc Ribot), John Zorn, das Brussels Jazz Orchestra und Dave Douglas.
2012 spielten Avishai Cohen, Abdullah Ibrahim, Ornette Coleman, Stefano Bollani, Toots Thielemans, Paolo Conte, Eric Vloeimans, Ernst Reijseger, Zara McFarlane, Jef Neve, Larry Coryell und Philip Catherine.

## Auswahl-Diskografie
- Masada Live in Middelheim 1999 (Tzadik 1999)
- Michel Portal & Richard Galliano Concerts (Dreyfus 2004, acht Stücke stammen vom Festival 2001)
- Stefano Bollani & Hamilton de Holanda O Que Será (ECM 2013, Live-Aufnahme vom Festival 2012)
- Liberation Music Orchestra Time/Life (Impulse 2016, enthält Live-Aufnahmen vom Festival 2011)
- Teun Verbruggen, Jozef Dumoulin, Nate Wooley, Ingebrigt Håker Flaten KaPSalon (Rat Records 2018, Live-Aufnahme vom Festival 2014)
- Marcin Wasilewski Trio Live (ECM 2018, Live-Aufnahme vom Festival 2016)
- Chantal Acda & Bill Frisell Live at Jazz Middleheim (Glitterhouse 2018, Live-Aufnahme vom Festival 2018)